# Tournoi masculin de football aux Jeux olympiques d'été de 2008
Pour un article plus général, voir Football aux Jeux olympiques d'été de 2008.
Navigation
Athènes 2004 Londres 2012
Le tournoi masculin de football aux Jeux olympiques d'été de 2008 se tient à Pékin et dans quatre autres villes en Chine, du 7 au 23 août 2008. Les fédérations affiliées à la FIFA participent par le biais de leur équipe de moins de 23 ans aux épreuves de qualification, à partir desquels 15 équipes, auxquelles s'ajoute la nation hôte, rejoignent le tournoi final. Les équipes masculines peuvent inscrire en plus jusqu'à trois joueurs ayant atteint l'âge de 23 ans.
Ce tournoi ne dispose pas de la même aura que les compétitions de football proposées par la FIFA ou l'UEFA car ce ne sont pas les sélections premières qui y participent. De plus, les continents où se trouvent les équipes les plus fortes disposent d'un quota de places moindre, ce qui fait que le tournoi reflète difficilement la qualité du football international.

## Qualification
Chaque comité national olympique peut engager une seule équipe dans la compétition.
| Compétition                                        | Date             | Lieu       | Places | Qualifiés                       |
| -------------------------------------------------- | ---------------- | ---------- | ------ | ------------------------------- |
| Pays organisateur                                  |                  |            | 1      | Chine                           |
| Championnat sud-américain des moins de 20 ans 2007 | 28 janvier 2008  | Paraguay   | 2      | Brésil Argentine                |
| Euro espoirs 2007                                  | 23 juin 2007     | Pays-Bas   | 4      | Pays-Bas Serbie Belgique Italie |
| Tournoi pré-olympique CAF                          | 26 mars 2008     | Itinérant  | 3      | Cameroun Côte d'Ivoire Nigeria  |
| Tournoi pré-olympique OFC                          | 9 mars 2008      | Fidji      | 1      | Nouvelle-Zélande                |
| Tournoi pré-olympique CONCACAF                     | 23 mars 2008     | États-Unis | 2      | Honduras États-Unis             |
| Tournoi pré-olympique AFC                          | 21 novembre 2007 | Itinérant  | 3      | Australie Corée du Sud Japon    |
| Total                                              |                  |            | 16     |                                 |

## Villes et stades retenus
Six stades ont été retenus pour organiser cette compétition :
| Pékin | Shanghai          | Pékin                |
| --- | ----------------- | -------------------- |
| Stade national de Pékin | Stade de Shanghai | Stade des ouvriers   |
| 91 000 places | 80 000 places     | 70 161 places        |
| Stade national de Pékin | Stade de Shanghai | Stade des ouvriers   |
| \| Stade national de Pékin Stade de Shanghai Stade des ouvriers Centre olympique de Tianjin Stade de Shenyang Stade de Qinhuangdao \| |                   |                      |
| Tianjin | Shenyang          | Qinhuangdao          |
| Centre olympique de Tianjin | Stade de Shenyang | Stade de Qinhuangdao |
| 60 000 places | 60 000 places     | 40 000 places        |
| Centre olympique de Tianjin | Stade de Shenyang |                      |
| Stade national de Pékin Stade de Shanghai Stade des ouvriers Centre olympique de Tianjin Stade de Shenyang Stade de Qinhuangdao       |                   |                      |

Le Stade national de Pékin accueille la cérémonie d'ouverture des Jeux olympiques ainsi que la finale de la compétition.

## Arbitres officiels
| Confédération | Arbitres               | Assistants                                             |
| ------------- | ---------------------- | ------------------------------------------------------ |
| AFC           | Khalil Al Ghamdi       | Mohammed Al Ghamdi Hamdi Al Kadrie                     |
| AFC           | Abdullah Al Hilali     | Khaled Al Allan Saleh Al Marzouqi                      |
| AFC           | Masoud Moradi          | Hassan Kamranifar Luay Subhi Adib                      |
| CAF           | Jerome Damon           | Tshotleno Molefe Celestin Ntangungira                  |
| CAF           | Badara Diatta          | Evarist Menkouande Bachir Hassani                      |
| CONCACAF      | Roberto Moreno Salazar | Daniel Williamson Hairo Fuendes Batista                |
| CONCACAF      | Jair Marrufo           | Ricardo Morgan Kermit Quisenberry                      |
| CONMEBOL      | Héctor Baldassi        | Ricardo Casas Hernán Maidana                           |
| CONMEBOL      | Pablo Pozo             | Julio Díaz Lobe Patricio Bensualto Vargas              |
| CONMEBOL      | Martin Vázquez         | Mauricio Espinosa Rodríguez Miguel Ángel Nievas Acosta |

| Confédération | Arbitres         | Assistants                      |
| ------------- | ---------------- | ------------------------------- |
| OFC           | Michael Hester   | Tevita Makasini Michael Joseph  |
| UEFA          | Thomas Einwaller | Roland Heim Norbert Schwab      |
| UEFA          | Viktor Kassai    | Gábor Erős Tibor Vámos          |
| UEFA          | Stéphane Lannoy  | Eric Dansault Frederic Cano     |
| UEFA          | Damir Skomina    | Primoz Arhar Marco Stacin       |
| UEFA          | Wolfgang Stark   | Volker Wezel Jan-Hendrik Salver |

## Tournoi

### Premier tour
Les deux premiers de chaque groupe se qualifient pour les quarts de finale.

#### Groupe A
| Rang | Équipe        | Pts | J | G | N | P | Bp | Bc | Diff |
| ---- | ------------- | --- | - | - | - | - | -- | -- | ---- |
| 1    | Argentine     | 9   | 3 | 3 | 0 | 0 | 5  | 1  | +4   |
| 2    | Côte d'Ivoire | 6   | 3 | 2 | 0 | 1 | 6  | 4  | +2   |
| 3    | Australie     | 1   | 3 | 0 | 1 | 2 | 1  | 3  | -2   |
| 4    | Serbie        | 1   | 3 | 0 | 1 | 2 | 3  | 7  | -4   |

|  | Qualifié pour le deuxième tour de la compétition.                                                                  |
|  | Pts points ; G victoires ; N match nuls ; P défaites Bp buts marqués ; Bc buts encaissés ; Diff différence de buts |

1re journée
| 7 août 2008 | Australie     | 1 - 1   | Serbie       | Stade de Shanghai, Shanghai                   |                                               |
| 17 h 00 CST | Zadkovich 69e | (0 - 0) | Rajković 78e | Spectateurs : 36 184 Arbitrage : Jerome Damon | Spectateurs : 36 184 Arbitrage : Jerome Damon |
| 17 h 00 CST | Rapport       |         |              | Spectateurs : 36 184 Arbitrage : Jerome Damon | Spectateurs : 36 184 Arbitrage : Jerome Damon |

| 7 août 2008 | Côte d'Ivoire | 1 - 2   | Argentine              | Stade de Shanghai, Shanghai                     |                                                 |
| 19 h 45 CST | Cissé 53e     | (0 - 1) | Messi 43e · Acosta 86e | Spectateurs : 43 266 Arbitrage : Wolfgang Stark | Spectateurs : 43 266 Arbitrage : Wolfgang Stark |
| 19 h 45 CST | Rapport       |         |                        | Spectateurs : 43 266 Arbitrage : Wolfgang Stark | Spectateurs : 43 266 Arbitrage : Wolfgang Stark |

2e journée
| 10 août 2008 | Argentine   | 1 - 0   | Australie | Stade de Shanghai, Shanghai                    |                                                |
| 17 h 00 CST  | Lavezzi 76e | (0 - 0) |           | Spectateurs : 38 182 Arbitrage : Viktor Kassai | Spectateurs : 38 182 Arbitrage : Viktor Kassai |
| 17 h 00 CST  | Rapport     |         |           | Spectateurs : 38 182 Arbitrage : Viktor Kassai | Spectateurs : 38 182 Arbitrage : Viktor Kassai |

| 10 août 2008 | Serbie                    | 2 - 4   | Côte d'Ivoire                                              | Stade de Shanghai, Shanghai                             |                                                         |
| 19 h 45 CST  | Mrdaković 16e · Rakić 90e | (1 - 2) | Cissé 3e · Rajković 24e (csc) · Kalou 70e · Gervinho 90+3e | Spectateurs : 38 320 Arbitrage : Roberto Moreno Salazar | Spectateurs : 38 320 Arbitrage : Roberto Moreno Salazar |
| 19 h 45 CST  | Rapport                   |         |                                                            | Spectateurs : 38 320 Arbitrage : Roberto Moreno Salazar | Spectateurs : 38 320 Arbitrage : Roberto Moreno Salazar |

3e journée
| 13 août 2008 | Côte d'Ivoire | 1 - 0   | Australie | Centre olympique de Tianjin, Tianjin          |                                               |
| 19 h 45 CST  | Kalou 81e     | (0 - 0) |           | Spectateurs : 50 437 Arbitrage : Jair Marrufo | Spectateurs : 50 437 Arbitrage : Jair Marrufo |
| 19 h 45 CST  | Rapport       |         |           | Spectateurs : 50 437 Arbitrage : Jair Marrufo | Spectateurs : 50 437 Arbitrage : Jair Marrufo |

| 13 août 2008 | Argentine                           | 2 - 0   | Serbie | Stade des ouvriers, Pékin                           |                                                     |
| 19 h 45 CST  | Lavezzi 13e (pen.) · Buonanotte 84e | (1 - 0) |        | Spectateurs : 53 668 Arbitrage : Abdullah Al Hilali | Spectateurs : 53 668 Arbitrage : Abdullah Al Hilali |
| 19 h 45 CST  | Rapport                             |         |        | Spectateurs : 53 668 Arbitrage : Abdullah Al Hilali | Spectateurs : 53 668 Arbitrage : Abdullah Al Hilali |

#### Groupe B
| Rang | Équipe     | Pts | J | G | N | P | Bp | Bc | Diff |
| ---- | ---------- | --- | - | - | - | - | -- | -- | ---- |
| 1    | Nigeria    | 7   | 3 | 2 | 1 | 0 | 4  | 2  | +2   |
| 2    | Pays-Bas   | 5   | 3 | 1 | 2 | 0 | 3  | 2  | +1   |
| 3    | États-Unis | 4   | 3 | 1 | 1 | 1 | 4  | 4  | 0    |
| 4    | Japon      | 0   | 3 | 0 | 0 | 3 | 1  | 4  | -3   |

|  | Qualifié pour le deuxième tour de la compétition.                                                                  |
|  | Pts points ; G victoires ; N match nuls ; P défaites Bp buts marqués ; Bc buts encaissés ; Diff différence de buts |

1re journée
| 7 août 2008 | Japon   | 0 - 1   | États-Unis | Centre olympique de Tianjin, Tianjin           |                                                |
| 17 h 00 CST |         | (0 - 0) | Holden 47e | Spectateurs : 57 102 Arbitrage : Badara Diatta | Spectateurs : 57 102 Arbitrage : Badara Diatta |
| 17 h 00 CST | Rapport |         |            | Spectateurs : 57 102 Arbitrage : Badara Diatta | Spectateurs : 57 102 Arbitrage : Badara Diatta |

| 7 août 2008 | Pays-Bas | 0 - 0   | Nigeria | Centre olympique de Tianjin, Tianjin        |                                             |
| 19 h 45 CST |          | (0 - 0) |         | Spectateurs : 52 390 Arbitrage : Pablo Pozo | Spectateurs : 52 390 Arbitrage : Pablo Pozo |
| 19 h 45 CST | Rapport  |         |         | Spectateurs : 52 390 Arbitrage : Pablo Pozo | Spectateurs : 52 390 Arbitrage : Pablo Pozo |

2e journée
| 10 août 2008 | Nigeria                   | 2 - 1   | Japon      | Centre olympique de Tianjin, Tianjin           |                                                |
| 17 h 00 CST  | Obinna 58e · Anichebe 74e | (0 - 0) | Toyoda 79e | Spectateurs : 42 592 Arbitrage : Masoud Moradi | Spectateurs : 42 592 Arbitrage : Masoud Moradi |
| 17 h 00 CST  | Rapport                   |         |            | Spectateurs : 42 592 Arbitrage : Masoud Moradi | Spectateurs : 42 592 Arbitrage : Masoud Moradi |

| 10 août 2008 | États-Unis                  | 2 - 2   | Pays-Bas                | Centre olympique de Tianjin, Tianjin            |                                                 |
| 19 h 45 CST  | Kljestan 64e · Altidore 72e | (0 - 1) | Babel 16e · Sibon 90+3e | Spectateurs : 45 016 Arbitrage : Michael Hester | Spectateurs : 45 016 Arbitrage : Michael Hester |
| 19 h 45 CST  | Rapport                     |         |                         | Spectateurs : 45 016 Arbitrage : Michael Hester | Spectateurs : 45 016 Arbitrage : Michael Hester |

3e journée
| 13 août 2008 | Pays-Bas         | 1 - 0   | Japon | Stade de Shenyang, Shenyang                      |                                                  |
| 17 h 00 CST  | Sibon 73e (pen.) | (0 - 0) |       | Spectateurs : 38 790 Arbitrage : Héctor Baldassi | Spectateurs : 38 790 Arbitrage : Héctor Baldassi |
| 17 h 00 CST  | Rapport          |         |       | Spectateurs : 38 790 Arbitrage : Héctor Baldassi | Spectateurs : 38 790 Arbitrage : Héctor Baldassi |

| 13 août 2008 | Nigeria                | 2 - 1   | États-Unis          | Stade des ouvriers, Pékin                       |                                                 |
| 17 h 00 CST  | Isaac 39e · Obinna 79e | (1 - 0) | Kljestan 88e (pen.) | Spectateurs : 48 096 Arbitrage : Wolfgang Stark | Spectateurs : 48 096 Arbitrage : Wolfgang Stark |
| 17 h 00 CST  | Rapport                |         |                     | Spectateurs : 48 096 Arbitrage : Wolfgang Stark | Spectateurs : 48 096 Arbitrage : Wolfgang Stark |

#### Groupe C
| Rang | Équipe           | Pts | J | G | N | P | Bp | Bc | Diff |
| ---- | ---------------- | --- | - | - | - | - | -- | -- | ---- |
| 1    | Brésil           | 9   | 3 | 3 | 0 | 0 | 9  | 0  | +9   |
| 2    | Belgique         | 6   | 3 | 2 | 0 | 1 | 3  | 1  | +2   |
| 3    | Chine            | 1   | 3 | 0 | 1 | 2 | 1  | 6  | -5   |
| 4    | Nouvelle-Zélande | 1   | 3 | 0 | 1 | 2 | 1  | 7  | -6   |

|  | Qualifié pour le deuxième tour de la compétition.                                                                  |
|  | Pts points ; G victoires ; N match nuls ; P défaites Bp buts marqués ; Bc buts encaissés ; Diff différence de buts |

1re journée
| 7 août 2008 | Brésil       | 1 - 0   | Belgique | Stade de Shenyang, Shenyang                       |                                                   |
| 17 h 00 CST | Hernanes 79e | (0 - 0) |          | Spectateurs : 39 661 Arbitrage : Khalil Al Ghamdi | Spectateurs : 39 661 Arbitrage : Khalil Al Ghamdi |
| 17 h 00 CST | Rapport      |         |          | Spectateurs : 39 661 Arbitrage : Khalil Al Ghamdi | Spectateurs : 39 661 Arbitrage : Khalil Al Ghamdi |

| 7 août 2008 | Chine                                                                  | 1 - 1   | Nouvelle-Zélande | Stade de Shenyang, Shenyang                     |                                                 |
| 19 h 45 CST | Dong Fangzhuo 88e                                                      | (0 - 0) | Brockie 53e      | Spectateurs : 41 407 Arbitrage : Martin Vázquez | Spectateurs : 41 407 Arbitrage : Martin Vázquez |
| 19 h 45 CST | « Rapport »(Archive.org • Wikiwix • Archive.is • Google • Que faire ?) |         |                  | Spectateurs : 41 407 Arbitrage : Martin Vázquez | Spectateurs : 41 407 Arbitrage : Martin Vázquez |

2e journée
| 10 août 2008 | Nouvelle-Zélande                                                       | 0 - 5   | Brésil                                                           | Stade de Shenyang, Shenyang                      |                                                  |
| 17 h 00 CST  |                                                                        | (0 - 2) | Anderson 3e · Pato 33e · Ronaldinho 55e 61e (pen.) · Sóbis 90+3e | Spectateurs : 44 951 Arbitrage : Stéphane Lannoy | Spectateurs : 44 951 Arbitrage : Stéphane Lannoy |
| 17 h 00 CST  | « Rapport »(Archive.org • Wikiwix • Archive.is • Google • Que faire ?) |         |                                                                  | Spectateurs : 44 951 Arbitrage : Stéphane Lannoy | Spectateurs : 44 951 Arbitrage : Stéphane Lannoy |

| 10 août 2008 | Belgique                  | 2 - 0   | Chine | Stade de Shenyang, Shenyang                      |                                                  |
| 19 h 45 CST  | Dembélé 8e · Mirallas 80e | (1 - 0) |       | Spectateurs : 45 746 Arbitrage : Héctor Baldassi | Spectateurs : 45 746 Arbitrage : Héctor Baldassi |
| 19 h 45 CST  | Rapport                   |         |       | Spectateurs : 45 746 Arbitrage : Héctor Baldassi | Spectateurs : 45 746 Arbitrage : Héctor Baldassi |

3e journée
| 13 août 2008 | Chine   | 0 - 3   | Brésil                           | Stade de Qinhuangdao, Qinhuangdao             |                                               |
| 19 h 45 CST  |         | (0 - 1) | Diego 18e · Thiago Neves 69e 73e | Spectateurs : 39 790 Arbitrage : Jerome Damon | Spectateurs : 39 790 Arbitrage : Jerome Damon |
| 19 h 45 CST  | Rapport |         |                                  | Spectateurs : 39 790 Arbitrage : Jerome Damon | Spectateurs : 39 790 Arbitrage : Jerome Damon |

| 13 août 2008 | Nouvelle-Zélande                                                       | 0 - 1   | Belgique   | Stade de Shanghai, Shanghai                 |                                             |
| 19 h 45 CST  |                                                                        | (0 - 1) | Haroun 35e | Spectateurs : 45 202 Arbitrage : Pablo Pozo | Spectateurs : 45 202 Arbitrage : Pablo Pozo |
| 19 h 45 CST  | « Rapport »(Archive.org • Wikiwix • Archive.is • Google • Que faire ?) |         |            | Spectateurs : 45 202 Arbitrage : Pablo Pozo | Spectateurs : 45 202 Arbitrage : Pablo Pozo |

#### Groupe D
| Rang | Équipe       | Pts | J | G | N | P | Bp | Bc | Diff |
| ---- | ------------ | --- | - | - | - | - | -- | -- | ---- |
| 1    | Italie       | 7   | 3 | 2 | 1 | 0 | 6  | 0  | +6   |
| 2    | Cameroun     | 5   | 3 | 1 | 2 | 0 | 2  | 1  | +1   |
| 3    | Corée du Sud | 4   | 3 | 1 | 1 | 1 | 2  | 4  | -2   |
| 4    | Honduras     | 0   | 3 | 0 | 0 | 3 | 0  | 5  | -5   |

|  | Qualifié pour le deuxième tour de la compétition.                                                                  |
|  | Pts points ; G victoires ; N match nuls ; P défaites Bp buts marqués ; Bc buts encaissés ; Diff différence de buts |

1re journée
| 7 août 2008 | Honduras | 0 - 3   | Italie                                                   | Stade de Qinhuangdao, Qinhuangdao              |                                                |
| 17 h 00 CST |          | (0 - 2) | Giovinco 41e · Rossi 45e (pen.) · Acquafresca 52e (pen.) | Spectateurs : 21 680 Arbitrage : Damir Skomina | Spectateurs : 21 680 Arbitrage : Damir Skomina |
| 17 h 00 CST | Rapport  |         |                                                          | Spectateurs : 21 680 Arbitrage : Damir Skomina | Spectateurs : 21 680 Arbitrage : Damir Skomina |

| 7 août 2008 | Corée du Sud       | 1 - 1   | Cameroun     | Stade de Qinhuangdao, Qinhuangdao             |                                               |
| 19 h 45 CST | Park Chu-young 68e | (0 - 0) | Mandjeck 81e | Spectateurs : 21 943 Arbitrage : Jair Marrufo | Spectateurs : 21 943 Arbitrage : Jair Marrufo |
| 19 h 45 CST | Rapport            |         |              | Spectateurs : 21 943 Arbitrage : Jair Marrufo | Spectateurs : 21 943 Arbitrage : Jair Marrufo |

2e journée
| 10 août 2008 | Cameroun | 1 - 0   | Honduras | Stade de Qinhuangdao, Qinhuangdao                   |                                                     |
| 17 h 00 CST  | Mbia 74e | (0 - 0) |          | Spectateurs : 28 657 Arbitrage : Abdullah Al Hilali | Spectateurs : 28 657 Arbitrage : Abdullah Al Hilali |
| 17 h 00 CST  | Rapport  |         |          | Spectateurs : 28 657 Arbitrage : Abdullah Al Hilali | Spectateurs : 28 657 Arbitrage : Abdullah Al Hilali |

| 10 août 2008 | Italie                                 | 3 - 0   | Corée du Sud | Stade de Qinhuangdao, Qinhuangdao                 |                                                   |
| 19 h 45 CST  | Rossi 15e · Rocchi 32e · Montolivo 90e | (2 - 0) |              | Spectateurs : 29 455 Arbitrage : Thomas Einwaller | Spectateurs : 29 455 Arbitrage : Thomas Einwaller |
| 19 h 45 CST  | Rapport                                |         |              | Spectateurs : 29 455 Arbitrage : Thomas Einwaller | Spectateurs : 29 455 Arbitrage : Thomas Einwaller |

3e journée
| 13 août 2008 | Corée du Sud     | 1 - 0   | Honduras | Stade de Shanghai, Shanghai                     |                                                 |
| 17 h 00 CST  | Kim Dong-jin 23e | (1 - 0) |          | Spectateurs : 34 160 Arbitrage : Michael Hester | Spectateurs : 34 160 Arbitrage : Michael Hester |
| 17 h 00 CST  | Rapport          |         |          | Spectateurs : 34 160 Arbitrage : Michael Hester | Spectateurs : 34 160 Arbitrage : Michael Hester |

| 13 août 2008 | Cameroun | 0 - 0   | Italie | Centre olympique de Tianjin, Tianjin            |                                                 |
| 17 h 00 CST  |          | (0 - 0) |        | Spectateurs : 47 307 Arbitrage : Martin Vázquez | Spectateurs : 47 307 Arbitrage : Martin Vázquez |
| 17 h 00 CST  | Rapport  |         |        | Spectateurs : 47 307 Arbitrage : Martin Vázquez | Spectateurs : 47 307 Arbitrage : Martin Vázquez |

### Tableau final
|  | Quarts de finale           | Quarts de finale           |                         |                         | Demi-finales            | Demi-finales            |   |  | Finale               | Finale               |
|  | Quarts de finale           | Quarts de finale           |                         |                         | Demi-finales            | Demi-finales            |   |  | Finale               | Finale               |
|  |                            |                            |                         |                         |                         |                         |   |  |                      |                      |
|  | 16 août 2008 - Qinhuangdao | 16 août 2008 - Qinhuangdao |                         |                         | 19 août 2008 - Shanghai | 19 août 2008 - Shanghai |   |  | 23 août 2008 - Pékin | 23 août 2008 - Pékin |
|  | 16 août 2008 - Qinhuangdao | 16 août 2008 - Qinhuangdao |                         |                         | 19 août 2008 - Shanghai | 19 août 2008 - Shanghai |   |  | 23 août 2008 - Pékin | 23 août 2008 - Pékin |
|  | Nigeria                    | 2                          |                         |                         | 19 août 2008 - Shanghai | 19 août 2008 - Shanghai |   |  | 23 août 2008 - Pékin | 23 août 2008 - Pékin |
|  | Nigeria                    | 2                          |                         |                         | 19 août 2008 - Shanghai | 19 août 2008 - Shanghai |   |  | 23 août 2008 - Pékin | 23 août 2008 - Pékin |
|  | Côte d'Ivoire              | 0                          |                         |                         | 19 août 2008 - Shanghai | 19 août 2008 - Shanghai |   |  | 23 août 2008 - Pékin | 23 août 2008 - Pékin |
|  | Côte d'Ivoire              | 0                          | Nigeria                 | 4                       |                         |                         |   |  | 23 août 2008 - Pékin | 23 août 2008 - Pékin |
|  | 16 août 2008 - Pékin       |                            | Nigeria                 | 4                       |                         |                         |   |  | 23 août 2008 - Pékin | 23 août 2008 - Pékin |
|  |                            | Belgique                   | 1                       |                         |                         |                         |   |  | 23 août 2008 - Pékin | 23 août 2008 - Pékin |
|  | Italie                     | Belgique                   | 1                       | 2                       |                         |                         |   |  | 23 août 2008 - Pékin | 23 août 2008 - Pékin |
|  | Italie                     |                            |                         | 2                       |                         |                         |   |  | 23 août 2008 - Pékin | 23 août 2008 - Pékin |
|  | Belgique                   | 3                          |                         |                         |                         |                         |   |  | 23 août 2008 - Pékin | 23 août 2008 - Pékin |
|  | Belgique                   | 3                          | Nigeria                 | 0                       |                         |                         |   |  |                      |                      |
|  | 16 août 2008 - Shanghai    |                            | Nigeria                 | 0                       |                         |                         |   |  |                      |                      |
|  |                            | Argentine                  | 1                       |                         |                         |                         |   |  |                      |                      |
|  | Argentine                  | Argentine                  | 1                       | 2 ap                    |                         |                         |   |  |                      |                      |
|  | Argentine                  | 19 août 2008 - Pékin       |                         | 2 ap                    |                         |                         |   |  |                      |                      |
|  | Pays-Bas                   | 1                          |                         |                         |                         |                         |   |  |                      |                      |
|  | Pays-Bas                   | 1                          | Argentine               | 3                       |                         |                         |   |  |                      |                      |
|  | 16 août 2008 - Shenyang    | 16 août 2008 - Shenyang    | Argentine               | 3                       | Match pour la 3e place  | Match pour la 3e place  |   |  |                      |                      |
|  | 16 août 2008 - Shenyang    | 16 août 2008 - Shenyang    |                         | Brésil                  | Match pour la 3e place  | Match pour la 3e place  | 0 |  |                      |                      |
|  | Brésil                     | 2 ap                       | 22 août 2008 - Shanghai | 22 août 2008 - Shanghai |                         |                         | 0 |  |                      |                      |
|  | Brésil                     | 2 ap                       | 22 août 2008 - Shanghai | 22 août 2008 - Shanghai |                         |                         |   |  |                      |                      |
|  | Cameroun                   | 0                          |                         | Belgique                | 0                       |                         |   |  |                      |                      |
|  | Cameroun                   | 0                          |                         | Belgique                | 0                       |                         |   |  |                      |                      |
|  |                            |                            |                         |                         |                         |                         |   |  | Brésil               | 3                    |
|  |                            |                            |                         |                         |                         |                         |   |  | Brésil               | 3                    |

#### Quarts de finale
| 16 août 2008 | Brésil                    | 2 - 0 (a.p.) | Cameroun | Stade de Shenyang, Shenyang                    |                                                |
| 18 h 00 CST  | Sóbis 101e · Marcelo 105e | (0 - 0)      |          | Spectateurs : 41 043 Arbitrage : Damir Skomina | Spectateurs : 41 043 Arbitrage : Damir Skomina |
| 18 h 00 CST  | Rapport                   |              |          | Spectateurs : 41 043 Arbitrage : Damir Skomina | Spectateurs : 41 043 Arbitrage : Damir Skomina |

| 16 août 2008 | Italie                      | 2 - 3   | Belgique                         | Stade des ouvriers, Pékin                        |                                                  |
| 18 h 00 CST  | Rossi 18e (pen.) 74e (pen.) | (1 - 2) | Dembélé 23e 79e · Mirallas 45+2e | Spectateurs : 50 802 Arbitrage : Héctor Baldassi | Spectateurs : 50 802 Arbitrage : Héctor Baldassi |
| 18 h 00 CST  | Rapport                     |         |                                  | Spectateurs : 50 802 Arbitrage : Héctor Baldassi | Spectateurs : 50 802 Arbitrage : Héctor Baldassi |

| 16 août 2008 | Argentine                 | 2 - 1 (a.p.) | Pays-Bas   | Stade de Shanghai, Shanghai                   |                                               |
| 21 h 00 CST  | Messi 14e · Di María 105e | (1 - 1)      | Bakkal 36e | Spectateurs : 51 366 Arbitrage : Jair Marrufo | Spectateurs : 51 366 Arbitrage : Jair Marrufo |
| 21 h 00 CST  | Rapport                   |              |            | Spectateurs : 51 366 Arbitrage : Jair Marrufo | Spectateurs : 51 366 Arbitrage : Jair Marrufo |

| 16 août 2008 | Nigeria                            | 2 - 0   | Côte d'Ivoire | Stade de Qinhuangdao, Qinhuangdao              |                                                |
| 21 h 00 CST  | Odemwingie 44e · Obinna 82e (pen.) | (1 - 0) |               | Spectateurs : 28 944 Arbitrage : Masoud Moradi | Spectateurs : 28 944 Arbitrage : Masoud Moradi |
| 21 h 00 CST  | Rapport                            |         |               | Spectateurs : 28 944 Arbitrage : Masoud Moradi | Spectateurs : 28 944 Arbitrage : Masoud Moradi |

#### Demi-finales
| 19 août 2008 | Nigeria                                   | 4 - 1   | Belgique  | Stade de Shanghai, Shanghai                 |                                             |
| 18 h 00 CST  | Adefemi 17e · Obasi 59e 72e · Okonkwo 78e | (1 - 0) | Ciman 88e | Spectateurs : 56 312 Arbitrage : Pablo Pozo | Spectateurs : 56 312 Arbitrage : Pablo Pozo |
| 18 h 00 CST  | Rapport                                   |         |           | Spectateurs : 56 312 Arbitrage : Pablo Pozo | Spectateurs : 56 312 Arbitrage : Pablo Pozo |

| 19 août 2008 | Argentine                            | 3 - 0   | Brésil | Stade des ouvriers, Pékin                       |                                                 |
| 21 h 00 CST  | Agüero 52e 58e · Riquelme 76e (pen.) | (0 - 0) |        | Spectateurs : 52 968 Arbitrage : Martin Vázquez | Spectateurs : 52 968 Arbitrage : Martin Vázquez |
| 21 h 00 CST  | Rapport                              |         |        | Spectateurs : 52 968 Arbitrage : Martin Vázquez | Spectateurs : 52 968 Arbitrage : Martin Vázquez |

#### Match pour la médaille de bronze
| 22 août 2008 | Belgique | 0 - 3   | Brésil                   | Stade de Shanghai, Shanghai                       |                                                   |
| 19 h 00 CST  |          | (0 - 2) | Diego 27e · Jô 45e 90+2e | Spectateurs : 50 705 Arbitrage : Thomas Einwaller | Spectateurs : 50 705 Arbitrage : Thomas Einwaller |
| 19 h 00 CST  | Rapport  |         |                          | Spectateurs : 50 705 Arbitrage : Thomas Einwaller | Spectateurs : 50 705 Arbitrage : Thomas Einwaller |

#### Finale
| 23 août 2008 | Nigeria | 0 - 1   | Argentine    | Stade national de Pékin, Pékin                 |                                                |
| 12 h 00 CST  |         | (0 - 0) | Di María 58e | Spectateurs : 89 102 Arbitrage : Viktor Kassai | Spectateurs : 89 102 Arbitrage : Viktor Kassai |
| 12 h 00 CST  | Rapport |         |              | Spectateurs : 89 102 Arbitrage : Viktor Kassai | Spectateurs : 89 102 Arbitrage : Viktor Kassai |

## Bilan
Les 16 équipes présentes disputent un total de 32 rencontres dont 24 au premier tour. Un total de 75 buts sont marqués, soit 2,34 par match. L'affluence totale est de 1 404 254 spectateurs.

### Nombre d'équipes par confédération et par tour
| Confédération | Premier tour | Quarts de finale | Demi-finales | Finale | Victoire |
| ------------- | ------------ | ---------------- | ------------ | ------ | -------- |
| UEFA          | 4            | 3                | 1            |        |          |
| AFC           | 4            |                  |              |        |          |
| CAF           | 3            | 3                | 1            | 1      |          |
| CONCACAF      | 2            |                  |              |        |          |
| CONMEBOL      | 2            | 2                | 2            | 1      | 1        |
| OFC           | 1            |                  |              |        |          |
| Total         | 16           | 8                | 4            | 2      | 1        |

### Classement de la compétition
| Rang | Nation           |
| ---- | ---------------- |
| 1    | Argentine        |
| 2    | Nigeria          |
| 3    | Brésil           |
| 4    | Belgique         |
| 5    | Italie           |
| 6    | Côte d'Ivoire    |
| 7    | Pays-Bas         |
| 8    | Cameroun         |
| 9    | États-Unis       |
| 10   | Corée du Sud     |
| 11   | Australie        |
| 12   | Serbie           |
| 13   | Chine            |
| 14   | Nouvelle-Zélande |
| 15   | Japon            |
| 16   | Honduras         |

### Classement des buteurs
4 buts
- Giuseppe Rossi

3 buts
- Moussa Dembélé
- Victor Nsofor Obinna

2 buts
| - Sergio Agüero - Ángel Di María - Ezequiel Lavezzi - Lionel Messi - Kevin Mirallas | - Diego - Jô - Thiago Neves - Ronaldinho - Rafael Sóbis | - Sekou Cissé - Salomon Kalou - Sacha Kljestan - Chinedu Obasi - Gerald Sibon |

1 but
| - Lautaro Acosta - Diego Buonanotte - Juan Román Riquelme - Ruben Zadkovich - Laurent Ciman - Faris Haroun - Anderson - Hernanes - Marcelo - Alexandre Pato - Georges Mandjeck - Stéphane Mbia | - Dong Fangzhuo - Kim Dong-jin - Park Chu-young - Gervinho - Jozy Altidore - Stuart Holden - Robert Acquafresca - Sebastian Giovinco - Riccardo Montolivo - Tommaso Rocchi - Yohei Toyoda | - Jeremy Brockie - Olubayo Adefemi - Victor Anichebe - Promise Isaac - Peter Odemwingie - Chibuzor Okonkwo - Ryan Babel - Otman Bakkal - Miljan Mrdaković - Slobodan Rajković - Đorđe Rakić |